# ヤマハ・YZF-R7
ヤマハ・YZF-R7（ワイゼットエフ-アールセブン）はヤマハ発動機が製造販売しているオートバイ（大型自動二輪車）である。

## 概要
ファーストモデルについては1998年11月に行われたイギリス、バーミンガムのモーターショーで次世代ホモロゲーションモデルとして発表され、世界選手権、全日本選手権では1999年シーズンからベース車両に用いた車両が登場した。全日本では開発段階から関わっていた吉川和多留が初年度にしてタイトルを獲得、世界選手権においては2気筒車両で参戦していたドゥカティ、アプリリアに対し、99年こそRVF750/RC45で戦ったホンダは00年からVTR1000 SPWを投入するなど、4気筒車両は苦戦を強いられていたが、芳賀紀行の搭乗で2000年にはランキング2位の成績を収めた。また、上記の二名によってエントリーした2000年の鈴鹿8時間耐久ロードレースでは吉川の転倒によって18位といった結果に終わったものの、ポールポジションの獲得と決勝での最速ラップタイムを記録するなど、4気筒に不利な規定ながら、潜在能力の高さを証明した。
2代目は2021年5月に欧米で発表。日本では2022年2月14日に発売を開始。先代のような本格レース車両のホモロゲーションモデルとは大きく異なり、「かっこよくて、ちょうどいい」をコンセプトにMT-07をベースにフルカウルが与えられたモデルとなる。

## モデル一覧

### RM01（1999年)
5FL1型
YZF-R1やYZF-R6と同様に三角形にレイアウトすることによって前後長が短縮されたエンジンは、チタン製バルブ、ニッケル複合メッキを施されたスリーブレスシリンダー、クロスミッションやバックトルクリミッターなどを標準で装備するものの、仕向け地フランスの出力規制にあわせた106PSとするためにスタンダード状態ではバタフライバルブがほとんど開閉せず、あくまで性能を全て発揮するためにはキットパーツの組み込みを前提とした設計がなされている。空気取り入れ口を車体前面まで延長し、ラムエア効果を生み出すカーボン製エアクリーナーボックスや、13：1以上の高圧縮比を想定しニッケルメッキを施したアルミ鍛造ピストン、部品注文した場合には4本で100万円程度のチタン削り出しコンロッドなど、本来のサーキットでの勝利のために技術の粋が投入されたエンジンは、それらの制限を取り払い、改造を行うことによって170 PS以上の性能を発揮する。
フレームはアルミプレス材によるYZF-R1やYZF-R6と同様のデルタボックス2と呼ばれるツインスパーフレームだが、ステムからスイングアームピボットまでがより直線的に接続され、剛性値はYZF-R1の2倍に迫る。なお、サーキット走行に必要なオイル、ガソリン、冷却水のキャッチタンクはフレームに予め設けられ、カウルやエアクリーナーボックスなどの着脱の機会が多い部分はクイックファスナーで固定されている。オイルクーラーは水冷式。燃料タンクはアルミ製で重量は実測で4.7 kg、キットパーツの装着によってクイックチャージャーに対応し、容量もレギュレーション上限の24 Lに増加する。各種カウルはゼッケンの表示スペースやタイヤウォーマーを装着するためのクリアランスの確保を前提とした大きさに設定されている。

諸元
| 変速比第1速 | 2.235                   | オフセット/フォークピッチ  | 25 mm / 215 mm                | バルブ（ステム）径/リフト量       | IN：⌀22.2（4.0）/ 8.41 mm EX：⌀23.5（4.0）/ 8.05 mm |
| 第2速       | 1.895                   | ハンドル切れ角             | 左右24度                      | バルブタイミング（0 mmリフト時）  | IN：46°BTDC → 74°ABDC EX：66°BBDC → 38°ATDC         |
| 第3速       | 1.667                   | 最小回転半径               | 3.8 m                         | バルブクリアランス                | IN：0.20〜0.25 mm EX：0.25〜0.30 mm                 |
| 第4速       | 1.435                   | オイル容量                 | 3.6 L                         | ホイールトラベルF/R               | 120 mm / 138 mm                                     |
| 第5速       | 1.292                   | 指定オイル                 | Yamalube4 SAE10W-40 SAE20W-40 | キャリパー取り付けボルトピッチF/R | 100.0 / 82.0 mm                                     |
| 第6速       | 1.174                   | フィルター交換時オイル容量 | 2.8 L                         | ドライブチェーン                  | 530×118リンク DID50ZVM                              |
| 1次減速比   | 1.872 47/88（ギア）     | 冷却液容量                 | 2.75 L                        | フロントフォークオイル量          | 460 cc / 油面170 mm                                 |
| 2次減速比   | 2.529 17/43（チェーン） | メーター機能               | 速度計、回転計、水温計、時計  | 燃料噴射装置                      | ツインインジェクター                                |

### RM39J（2022年-）
8BL型
先代のR7は市販車最高峰レースでのタイトル獲得を目的に400万という超高額な価格を設定し、500台限定で生産された希少なレース車両のホモロゲモデルだったのに対し、2代目R7はR25/R3からのステップアップや、リターンライダーという幅広い層に向けてリーズナブルな価格で提供できる700cc前後のパフォーマンスモデルとして開発プロジェクトが立ち上がった。故にヤマハ社内でも「初代とはまったく出自が異なるモデルにR7と名付けてもいいのか」という議論も生まれ、「YZF-R07」を名乗るという案も出た。但しそうした場合、YZF-R25/3/6/1という一連の流れから外れた亜流のようなイメージが生まれる他、MT-07との差別化も中途半端なものになるという問題も発生する。その中で、最終的に開発チームとしては「Fun Master of Super Sport」というコンセプトを掲げ、創出されたバイクもそれにふさわしい仕上がりだったことから、立ち位置が違っていたとしても新しい時代のスーパースポーツとして受け入れてもらえると確信し、R7のネーミングを与えることに踏み切ったという経緯がある。
バイク本体はMT-07をベースとしている時点で基本構造は共通だが、エンジンブレーキを緩和し、クラッチフィールが軽くなるアシスト＆スリッパークラッチを搭載するほか、外装・フレーム・足回りなど多くの変更が加えられている。
デザインに関しては「スキニープロポーション」というコンセプトを軸にRシリーズのDNAを感じさせるホリゾンタルなシルエット、独特な形状のエアマネジメントカウル、アッパーカウル正面のM字ダクト、個性的なテールカウル＆テールライトなどのディテールを取り込んでいる。ヘッドライトについてはR1/R6のようにカウルの中ではなくM字ダクトの中央にバイファンクションLEDヘッドライトが埋め込まれており、メーターに関しては専用にデザインされたコンパクトな多機能フル液晶タイプが採用されている。
フレームについてはMT-07と同様、スチール製ダイヤモンドフレームになるがスイングアームピボットの上下をアルミ製のセンターブレースで補強することにより、ねじり剛性を向上。アンダーカバーも同じく軽量のアルミ製のものが装着されている。
ハンドルについてはバーハンドルだったMT-07に対し、セパレートハンドルがフォーク上部に直接マウントされる。フロントフォークではΦ41mmインナーチューブという点では変わらずだが、MT-07で正立構造だったものを専用に開発された剛性の高いKYBの調整式倒立構造のものに変更。プリロード調整に加え、左側フォークに圧側、右側フォークに伸側の減衰力調整機能がついている。リアについてもMT-07同様リンク式という点では変わらずだが、フロントの剛性アップに伴い、バネレートを全体的に上げて減衰特性もリセッティング。標準装着タイヤもミシュランのロード5（MT-07）からブリヂストンのバトラックス・ハイパースポーツS22に変更。
ブレーキ周りもMT-07ではアキシャルマウントだったキャリパーをラジアルマウントに変更。ローター径もφ282mmだったものをφ298mmへと大径化。マスターシリンダーもハンドルバーに対しシリンダーが完全に直角となる、純ラジアルポンプ型のブレンボ製マスターシリンダーを市販車として初採用。
エンジンはMT-07と同スペックのM419E型エンジンを搭載。トルク感を重視したクロスプレーンコンセプトに基づいて、一般的な180度ではなく不等間隔爆発となる270度クランクを採用した688ccの水冷並列2気筒エンジンとなる。
2022年のカラリングとしては通常モデル（青、黒）と白を基調としたWGP参戦60周年アニバーサリーモデルの3種。WGP60周年モデルは1980年のYZR500（0W48）をモチーフにしたヤマハレーシングマシン伝統のカラーリングを施し、生産台数は400台限定。価格は通常版から5万5000円アップで1,054,900円（税込）
以下、通常モデルからの主な変更点
・レーシングイメージを訴求する配色のタンクとWGP参戦60周年記念エンブレム
・ゴールドの前後ホイール、フロントサスペンションのアウターチューブ
・バフクリア仕上げのアンダーカバー
・ブラックに塗装されたレバー類

## レース戦績
スーパーバイク世界選手権
2000年のスーパーバイク世界選手権において芳賀紀行が2位、マニュファクチャラーランキング3位。
全日本ロードレース選手権
1999年の全日本ロードレース選手権において吉川和多留が優勝。

## 関連車種
- ヤマハ・YZF-R
- ヤマハ・YZF-R1
- ヤマハ・YZF-R6
- ヤマハ・YZF-R3
- ヤマハ・YZF-R25
- ヤマハ・YZF-R15
- ヤマハ・YZF-R125